# Skażenie promieniotwórcze

Znak ostrzegający przed substancjami promieniotwórczymi

Dodatkowy znak ostrzegawczy wprowadzony w 2007 r

Skażenie promieniotwórcze – znaczny wzrost aktywności promieniotwórczej przedmiotów, organizmów żywych, budynków i wielkich obszarów, powyżej naturalnego poziomu aktywności promieniotwórczej.

## Charakterystyka
Skażenie promieniotwórcze może powstać na skutek (według częstości występowania):
- niewłaściwego składowania materiałów radioaktywnych,
- wycieku promieniotwórczego z instalacji jądrowych (zwykle substancji chłodzącej reaktor),
- emisji radioaktywnych gazów na skutek przegrzania stosu (lub wybuchu) w elektrowni jądrowej,
- w rezultacie opadania substancji promieniotwórczych z obłoku wybuchu jądrowego po wybuchu bomby jądrowej oraz w wyniku tworzenia się ich pod działaniem neutronów (tzw. promieniotwórczość wzbudzona).

Czas trwania skażenia promieniotwórczego wynosi od kilku godzin do kilku tygodni, a nawet miesięcy i lat  – czas ten zależy od trwałości (czasu połowicznego zaniku) pierwiastków promieniotwórczych wchodzących w skład opadu oraz rodzaju emitowanego przez nie promieniowania.
Skażenie powstałe w chwili opadania substancji (pyłów) promieniotwórczych z pierwotnego źródła (np. obłoku wybuchu jądrowego) jest nazywane pierwotnym. Natomiast skażenie powstałe w wyniku przebywania w terenie skażonym lub na skutek zetknięcia się ze skażonymi przedmiotami nazywamy skażeniem wtórnym. Zmienność wiatru powoduje, że miejsca wystąpienia skażenia oraz jego intensywność są trudne do przewidzenia.
Wykrywanie skażeń promieniotwórczych:
- metoda chemiczna – oparta na zmianie zabarwienia pewnych substancji chemicznych pod wpływem promieniowania, wykorzystano tę cechę w dozymetrach chemicznych;
- metoda fotograficzna – oparta na zjawisku zaczerniania kliszy fotograficznej pod wpływem napromieniowania (jest to szczególny przypadek metody chemicznej);
- metoda luminescencyjna (scyntylacyjna) – zastosowana w rentgenoradiometrach, wykorzystuje świecenie określonych substancji chemicznych pod wpływem promieniowania;
- metoda jonizacyjna – wykorzystano jonizację substancji napromieniowanych: w radiometrach – do pomiaru stopnia skażenia i rentgenometrach do pomiaru mocy dawki.

Skażona żywność nie nadaje się do spożycia, gdyż w ten sposób niebezpieczne substancje mogą zostać związane w komórkach organizmu, czego skutkiem jest daleko większa i dłuższa ekspozycja na promieniowanie jonizujące niż w przypadku powierzchownego napromieniowania. Nie jest też możliwe uzdatnienie (oczyszczenie) skażonej żywności ani wody w warunkach domowych. Zasadniczo na skażonym obszarze nie ma środków do życia. Wszelkie zboża i rośliny uprawne giną lub wchłonąwszy substancje promieniotwórcze same stają się źródłem napromieniowania. Ludzi, zwierzęta gospodarskie oraz żywność szczelnie opakowaną (np. puszki) z terenów mniej skażonych poddaje się dezaktywacji i przewozi poza obszar skażony.
Skażenie promieniotwórcze często bywa mylone z napromieniowaniem (ekspozycją na promieniowanie jonizujące). Napromieniowanie może jedynie w szczególnych przypadkach, na skutek aktywacji napromieniowanego materiału, wywołać skażenie wtórne. Ponadto aktywowany materiał, jest na ogół dużo słabszym źródłem promieniowania, niż pierwotny strumień napromieniowujący.
Promieniotwórcze skażenie terenu
Promieniotwórcze skażenie terenu to jeden z czynników rażenia broni jądrowej. Wypadanie substancji promieniotwórczych oraz materiałów zassanych w początkowej fazie wybuchu skutkuje promieniotwórczym skażeniem terenu. Jego źródłem są produkty rozszczepienia ładunku jądrowego oraz promieniotwórczość wtórna czyli izotopy promieniotwórcze powstające w wyniku oddziaływania neutronów z materią oraz pozostałość nierozszczepionego ładunku jądrowego. Szczególnie silne skażenie następuje po wybuchu naziemnym, gdy kula ognista styka się z powierzchnią ziemi, wciągając tym samym do jej wnętrza ogromne ilości materiału. Obłok promieniotwórczy po wybuchu bomby jądrowej o mocy 1-100 kT stabilizuje się na podobnej wysokości co chmury deszczowe i powoduje ich skażenie materiałem radioaktywnym, co w efekcie prowadzi do powstania radioaktywnego deszczu, tworzącego lokalnie bardzo wysokie skażenia terenu.